# كيل كليف إف سي
كيل كليف إف سي (بالإنجليزية: Kill Cliff FC)‏ هي صالة ألعاب رياضية لفنون القتال المختلطة مقرها في ديرفيلد بيتش، فلوريدا، الولايات المتحدة.